# Geórgios Georgandás
Geórgios Georgandás (en grec Γεώργιος Παύλου Γεωργαντάς), né le 7 mai 1967 à Agía Paraskeví en Grèce, est un homme politique grec, membre de la Nouvelle Démocratie.

## Biographie
Aux élections législatives grecques de janvier 2015, il est élu député au Parlement grec sur la liste de la Nouvelle Démocratie dans la circonscription de Kilkís.